# Lynsky Cove
Die Lynsky Cove ist eine Bucht an der Nordseite von Pidgeon Island im Archipel der Windmill-Inseln vor der Budd-Küste des ostantarktischen Wilkeslands.
Luftaufnahmen der United States Navy, die 1947 und 1948 während der Operation Highjump (1946–1947) und der Operation Windmill (1947–1948) entstanden, dienten ihrer Kartierung. Das Advisory Committee on Antarctic Names benannte sie 1963 James Edward Lynsky (1914–1996), einem Mitglied der Mannschaft auf der Wilkes-Station im Jahr 1958.